# Philippe Bas
Philippe Bas (París, 31 d'octubre de 1973) és un actor francès, conegut especialment per la seva carrera televisiva. Va interpretar el comandant Thomas Rocher a la sèrie Profilage de la 3a a la 10a i última temporada.

## Carrera professional
El 1993 es va matricular com a alumne de la classe lliure al Cours Florent, fins al 1996. Es va iniciar als escenaris teatrals el 1994 interpretant a Perpinyà La Guerre de Troie n'aura pas lieu, escrita per Jean Giraudoux i amb direcció de Francis Huster, i després Dommage qu'elle soit une putain, obra de John Ford i producció de Jérôme Savary, al Théâtre national de Chaillot (París).
A partir d'aquell moment va començar una carrera al cinema, amb Mémoires d'un jeune con (1996), i a la televisió, amb telefilms com Les coquelicots sont revenus (1998) i sèries com Extrême Limite, Julie Lescaut, Navarro, Les Cordier, juge et flic o Maigret.
El seu primer paper important al cinema va arribar l'any 2000 de la mà de Manuel Poirier a la pel·lícula Te quiero, i la seva consagració el 2007, amb el seu primer protagonista: a la minisèrie Greco hi interpreta un policia que va estar en coma i que se sent perseguit per visions estranyes quan desperta. També ha estat dirigit per Otar Iosseliani a Adieu, plancher des vaches ! (1999), Louis-Pascal Couvelaire a Michel Vaillant (2003), Diane Kurys a L'Anniversaire (2005), Alain Tasma en el documental sobre la guerra d'Algèria Nuit noire, 17 octobre 1961 (2005), Régis Wargnier a Pars vite et reviens tard (2007) i Miguel Courtois a Skate or Die (2008), mentre alternava amb diverses aparicions a la televisió.
L'any 2010 va interpretar el telefilm de comèdia romàntica Un mari de trop, amb Alain Delon i Lorie. A partir del 2012 va compartir plató amb Odile Vuillemin a la sèrie Profilage. Un cop acabada la sèrie, l'actor va ser l'estrella convidada en un episodi de la 13a temporada de la sèrie Camping Paradis, on hi interpretava un entrenador de boxa que arriba al càmping amb tres deixebles.

## Vida privada
És amant dels esports en general i, en especial, dels de combat i les arts marcials. En una entrevista de 2016 a la revista Karaté Bushido va assegurar que aquestes «l'ajuden a la seva vida de cada dia». No pren alcohol.
Del 2010 al 2012 va mantenir una relació sentimental amb la cantant Lorie, a qui va conèixer al plató del telefilm Un mari de trop. L'octubre de 2012 van anunciar mútuament la seva separació a les xarxes socials.